# Wailea, Hawaii
Wailea är en ort (CDP) i Maui County, i delstaten Hawaii, USA. Enligt United States Census Bureau har orten en folkmängd på 5 938 invånare (2010) och en landarea på 19,3 km².